# Ricardo Friedrich
Ricardo Henrique Schuck Friedrich (* 18. Februar 1993 in Candelaria, Rio Grande do Sul) ist ein brasilianischer Fußballspieler. Der Torwart ist seit 2015 im europäischen Fußball aktiv.

## Karriere
Friedrich entstammt der Jugend des Ituano FC. 2015 wechselte er zum finnischen Klub Rovaniemi PS, für den er in der Veikkausliiga spielte. Dabei wurde er zeitweise an den unterklassig antretenden Nachbarklub FC Santa Claus in die Kakkonen verliehen. 2017 nahm ihn der seinerzeitige norwegische Zweitligist FK Bodø/Glimt unter Vertrag, dort verdrängte er zeitweise den Kanadier Simon Thomas als Stammtorhüter und stieg mit dem Klub in die Eliteserien auf. Kurz nach Auslaufen seines Drei-Jahres-Vertrags holte ihn der türkische Klub Ankaragücü Anfang 2020, wo er sich ein Duell mit Korcan Çelikay lieferte. Nachdem er diesen zunächst verdrängt hatte, konnte sich der Konkurrent ab Januar 2021 wieder zwischen den Pfosten behaupten. Im März und Mai spielte wieder zeitweise Friedrich, zwischendurch der türkische Torhüter.
Nachdem Friedrich ab Sommer 2021 vereinslos war, nahm der schwedische Erstligist Kalmar FF ihn Ende des Jahres unter Vertrag. Am Ende der Spielzeit 2022 wurde er als Torwart des Jahres ausgezeichnet. Nachdem er auch in der folgenden Spielzeit nominiert worden war, verpflichtete Meister Malmö FF den Torhüter Anfang 2024. Hier war er unter Trainer Henrik Rydström Ersatzmann hinter Johan Dahlin, den er zeitweise zu Saisonbeginn vertrat. Beim Gewinn des Fußballpokals 2023/24 stand er in einem Spiel auf dem Platz.

## Erfolge
Malmö FF
- Schwedischer Meister: 2024
- Schwedischer Fußballpokal: 2023/24